# Faing
|                              |                                                                            |
| Langue romane                | Langue germanique                                                          |
| Faing                        | Wasen (de même étymologie que gazon, dialectes du nord de la France wason) |
| Variantes :                  | Apparenté :                                                                |
| Faigne, feigne, fagne, feing | Fenn, Fann, Veen, Fehn (Pays-Bas, Belgique, Frise, Allemagne du Nord)      |

Faing (prononcé [fɛ̃]) est un toponyme. Très fréquent en Lorraine dans le massif Vosgien, il désigne un terrain fangeux, marécageux, le plus souvent tourbeux. Contrairement à de multiples autres toponymes vosgiens, le terme Faing, sous cette forme et cette graphie, est uniquement caractéristique des Hautes-Vosges ; il y  prend un sens particulier. Il n’est pas attesté dans les régions du massif ardennais et des montagnes jurassiennes ou encore franco-provençales avec lesquelles la Lorraine méridionale partage un fond toponymique commun.
En revanche, le terme apparenté faigne est plus répandu dans le Nord de la France, en  Belgique et en Suisse. Les termes en Faing, Faigne et Feigne sont presque exclusivement des microtoponymes.  
Généralement, un toponyme vosgien roman a son équivalent allemand du côté alsacien car la limite des langues germano-romanes traverse le massif du Nord au Sud. Dans ce cas, cela n’est pas avéré. L’influence de la partie alsacienne sur la partie romane est incontestable. Toutefois, Jean Lanher montre bien que la limite des langues « sanctionne l’existence de deux blocs qui constitue plutôt une sorte de zone d’échange, par où transite, dans les deux sens, un constant va-et-vient d’influences et d’emprunt ».

## Origine, graphie et formes patoises du terme

### Étymologie

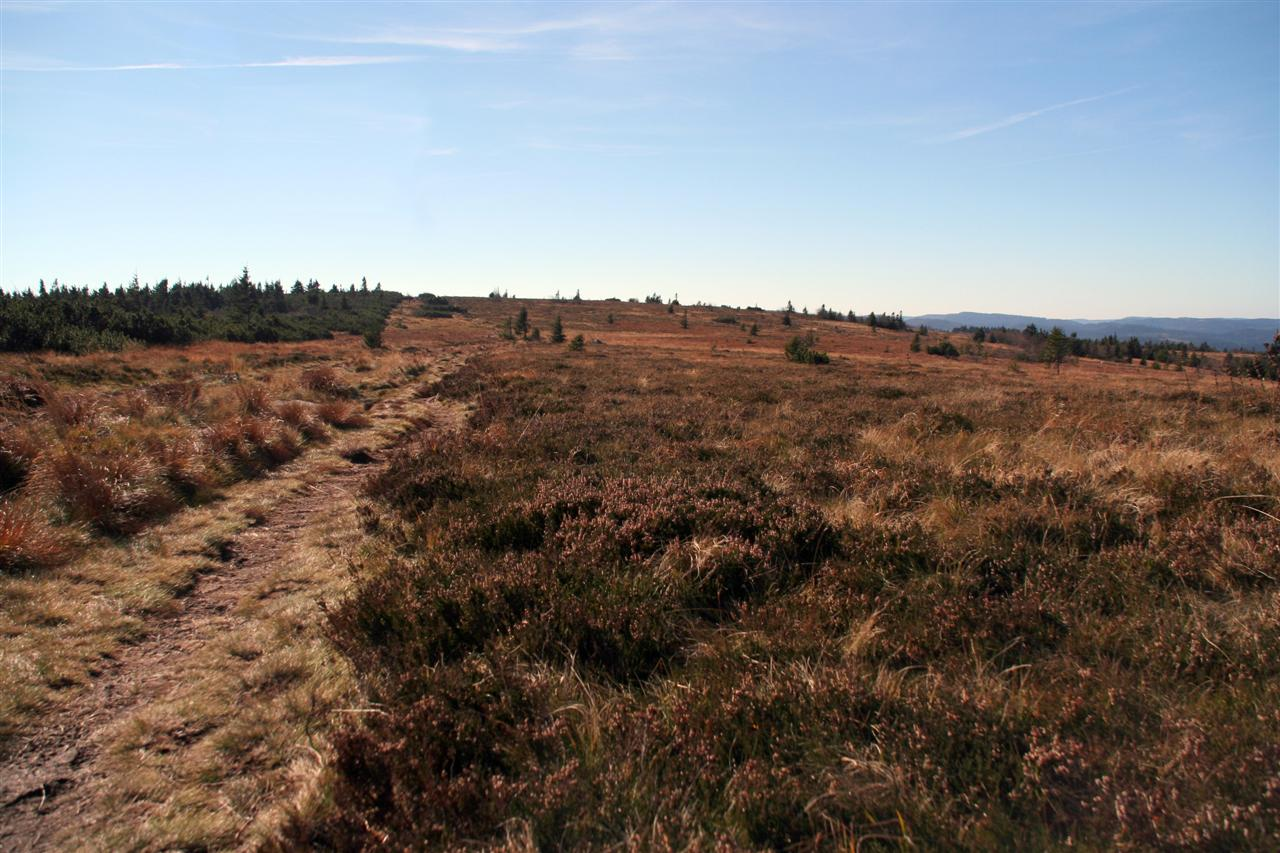
Le Gazon du Faing.

L'appellatif masculin Faing  est issu directement d'un mot germanique du genre neutre, soit *fani (gotique fani « boue »), soit *fenni (vieux haut-allemand fenni, fenna « marais, marécage »). Le terme allemand moderne Fenn est issu du bas allemand et il est du genre neutre. On le trouve également en Frise, aux Pays-Bas et dans les Flandres, par exemple dans la région des Hautes Fagnes, appelée Hoge Venen en néerlandais. Ils procèdent tous du germanique commun *fanja-, *fanjam signifiant « tourbière, marais ».
Les formes anciennes des toponymes en -faing sont toutes du type -fain, fin, fe(i)n et -fano (latinisation) :
- Plainfaing; Plainfain en 1342, Plempfen en 1373, Plain Fein en 1380, Plenfen en 1403[5]
- Hervafaing; Herwalfein en 1360, Wervalfen en 1390[6]
- Domfaing, De Donofano en 1343, Domphain en 1527, Donffain en 1580, Donfain en 1594[7].

La graphie avec un g final n'apparait pas avant le XVIIe siècle, sans doute par analogie avec la forme féminine faigne, fagne ou pour faire correspondre la graphie à la prononciation patoise de la nasale « ain » .
Faigne ou fagne remontent, en revanche, au terme gallo-roman *FANIA désignant un « terrain marécageux », forme plurielle d'un terme latinisé en *fanium, remontant au même étymon vieux bas francique *fanja « boue ». Un emprunt plus tardif au wallon ou éventuellement à un autre dialecte serait plausible et justifierait la présence de l'article défini la dans les microtoponymes en Faigne, alors qu'il est généralement absent des toponymes plus anciens en -faing, d'origine régionale, dont la postposition correspond à un mode de composition archaïque antérieur au XIe siècle dans la toponymie du Nord de la France.« La formule A correspond au mode de composition déterminant + appellatif (..) alors que la formule B présente l'ordre inverse....à partir du XIe siècle, elle a fait la conquête pacifique des provinces du Nord de la France ».L'article n'apparaît pas en toponymie avant le XIe-XIIe siècle. Cet emprunt plus récent de faigne explique sans doute pourquoi les significations de faing et de faigne sont distinctes en Lorraine.

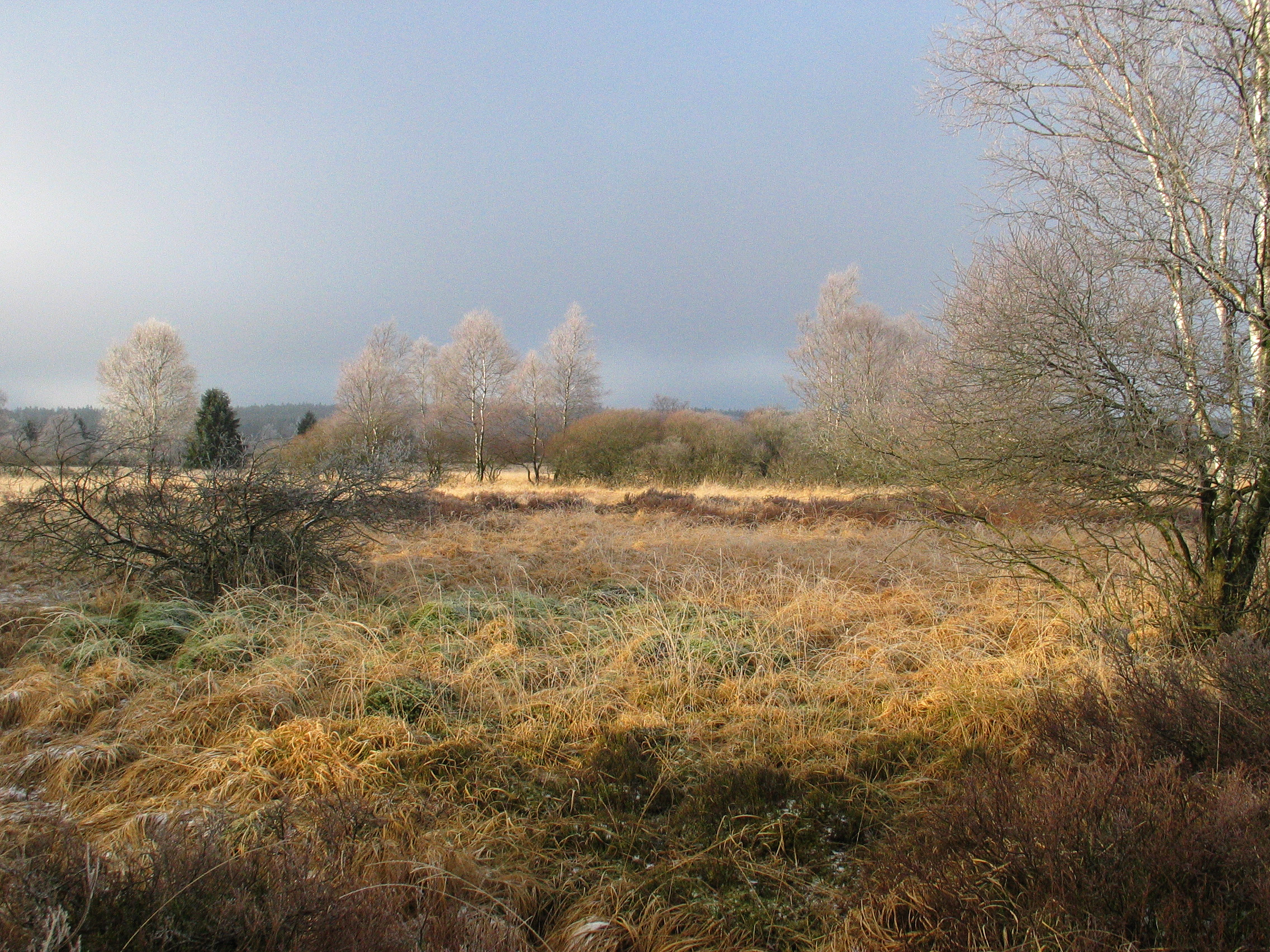
les Hautes Fagnes.

### Distinction sémantique entreFaingetFaignedans les Vosges
« Les toponymes alsaciens et lorrains peuvent constituer un apport intéressant dans la connaissance de l'histoire de l'anthropisation des milieux lorsqu'ils se rapportent aux différents modes de mise en valeur et d'exploitation de l'espace(…)  ».
Pour de nombreux observateurs ou pour les locaux qui ont encore une sensibilité linguistique de la langue dialectale régionale, il ne faut pas confondre les toponymes en Faing et ceux en Faigne car ils ne désigneraient pas exactement la même chose. Plusieurs aspects leur donnent raison bien qu'il faille atténuer l'exigence  de séparation sémantique des deux termes. D'abord, en patois vosgien, la faigne désigne « la fange, le marais ou le marécage ». Le faing quant à lui prend le sens de « pré humide, boueux ».  
Dans les Vosges, le mot faigne est souvent utilisé pour désigner une zone marécageuse ou tourbeuse qui reste inhabitée, plutôt à l'écart, en fond de vallée comme sur des terrains sommitaux très arrosés. Il n'est donc pas directement lié à l'implantation humaine par les acensements, mais il sert plutôt de microtoponyme pour définir son environnement immédiat. C'est donc le même sens que la fagne en français, de la Belgique à la Suisse.
L'autre facteur frappant qui va dans le même sens, c'est que le terme faigne ne s'est pas transformé en suffixe déterminatif pour former des noms de lieux-dits ou d'écart en *-faigne. Il se comporte comme le mot forêt qui reçoit un déterminatif selon le schéma analytique du français moderne (déterminant complémentaire) : la Forêt de l'Envers ou les Feignes du Bouchot. Enfin, on notera que le terme est très souvent utilisé au pluriel comme pour souligner l'étendue et la quantité des terres marécageuses rendant les lieux inhospitaliers.
À l'inverse, un faing semble également désigner un endroit humide et fangeux, mais le terme est presque toujours associé à une certaine altitude dans le massif vosgien. L'altitude s'explique d'abord par le fait que les terrains tourbeux naturels ont besoin d'une alimentation en eau régulière, et en premier lieu par les précipitations. Le climat vosgien pour les secteurs au-dessus de 500 m d'altitude se caractérise, en effet, par des précipitations très élevées. De nombreuses rivières prennent leur source dans le massif vosgien. Les sources et le ruissèlement sont indispensables à la formation de tourbières ou de terrains à caractère tourbeux. Les faings sont majoritairement des forêts humides ou des tourbières de pente profitant d'une irrigation pluviale fréquente ou  des tourbières de source. La pente est de toute façon un des facteurs décisifs de l'installation d'un censitaire qui choisit de défricher un lieu en hauteur en apparence peu viable : dans un faing ou pas, le nouveau propriétaire d'une ferme vosgienne en altitude cherche d'abord à construire le bâtiment d'habitation dans la partie supérieure du terrain, en général sèche. Il analyse la configuration du terrain minutieusement pour que l'eau de ruissèlement et de source se dirige vers les terres cultivées.
Le terme faing sert de composant de toponymes où il est le déterminé : -faing. Le déterminant est très souvent le nom ou surnom du propriétaire défricheur ou un locatif expressif. En ce sens, il semble plus ancien que son proche parent faigne puisqu'il est plus intégré aux habitudes linguistiques locales. Un enfant vosgien des années 2000 risque avec une  forte probabilité de ne pas savoir ce qu'est une faigne, ni même d'entendre le mot au quotidien. En revanche, il sera malgré lui entré en contact avec le mot faing à travers les noms d'agglomération que l'on traverse sans s'arrêter. Toutefois, le tourisme rapproche les gens des sites à l'écart comme les Faignes, les landes ou les lacs isolés.
Si les populations autochtones associent spontanément plus la présence humaine à un Faing qu'à des Faignes, cela tient également au fait que les écarts ou maisons isolées sur les hauteurs après essartement  ont marqué des générations entières du XVIIIe au XIXe siècle qui correspond au pic de colonisation du massif.
Le fait que le terme faing ne soit attesté que dans la partie cristalline du massif prouve également l'impact de deux facteurs indispensables : 
– l'altitude et ses corollaires ;
– la roche imperméable.
L'argument linguistique vient nuancer le propos et tend à démontrer que la connotation de lieu habité et essarté est effectivement valable dans quelques secteurs où le toponyme en -Faing est très actif et porteur d'histoire colonisatrice. Dans d'autres, en revanche, on remarque que le terme faigne est très naturel et qu'il revêt aussi la même connotation que faing. Ils sont interchangeables. Ce sont les zones moins élevées du massif aux abords de la Vologne ou de la Meurthe. Là où les deux mots cohabitent, la distinction déjà évoquée plus haut concernant un lieu humide resté inhabité et un lieu humide asséché et défriché reste tangible.

## Délimitation géographique desFaingsetFagnes

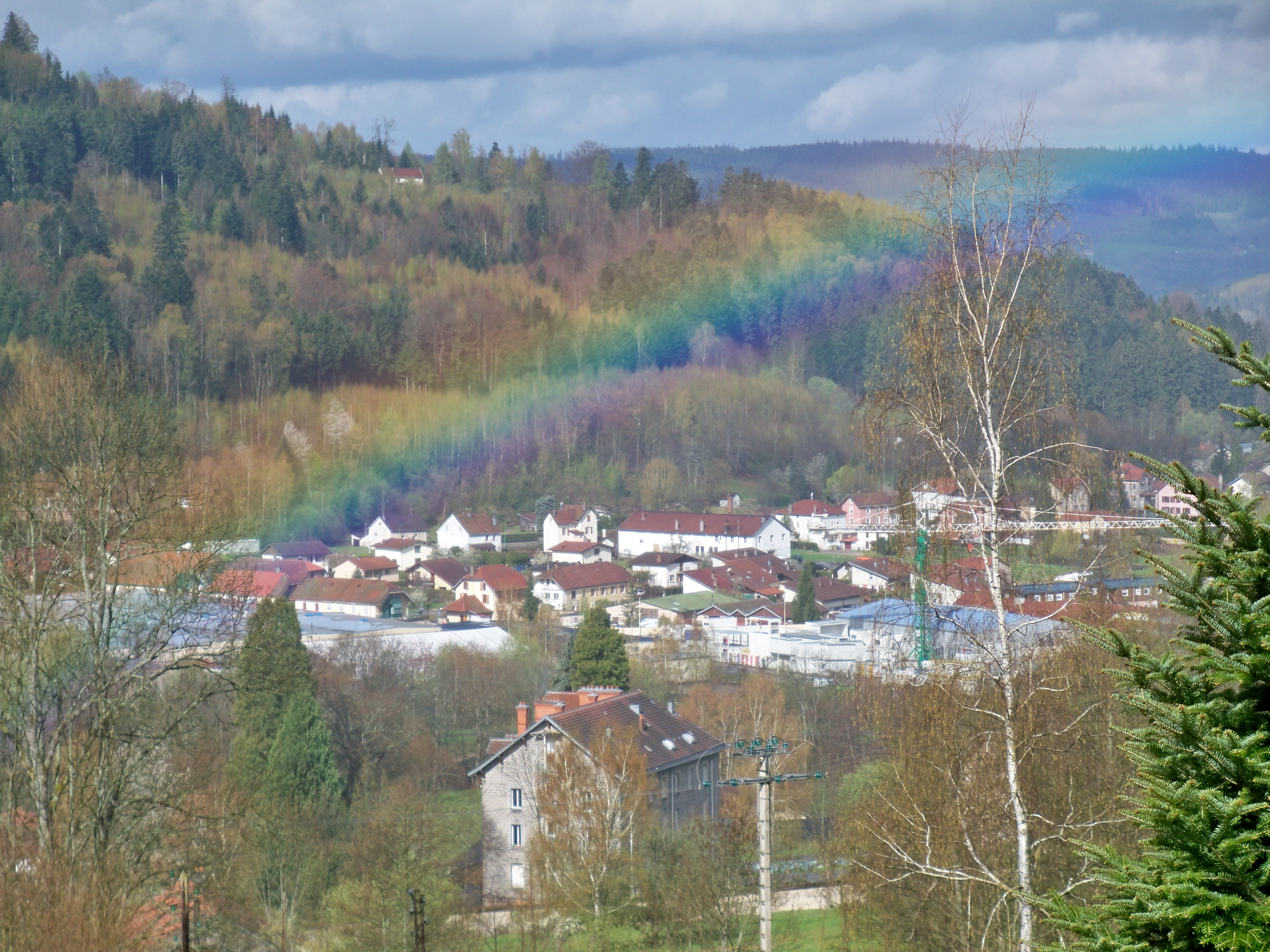
Plainfaing

Les facteurs géographiques, géologiques et météorologiques nécessaires à la formation de terres tourbeuses expliquent le fait que les Faignes et Faings ne commencent qu'à la lisière du massif cristallin jusqu'aux crêtes. Le massif gréseux contient quelques rares terrains tourbeux disséminés. 
De ce fait, il suffit de tirer une ligne au-dessus de laquelle on ne trouve aucune habitude toponymique en Faing et Faigne : il s’agit des régions au Nord des vallées de la Fave, de la Lièpvrette et de la Meurthe à partir de Raon-l'Étape. Cela laisse quelques massifs en terrain gréseux en marge du massif granitique. Il existe certainement dans la partie gréseuse des tourbières de creux de vallons rassemblant les critères de microclimat permettant la formation de terres tourbeuses, mais, à l'exemple de la tourbière en contrebas du Rosskopf, il n'y a pas de toponyme dédié.
On trouve également des faings dans les Vosges comtoises sur le plateau des 1000 Etangs, Pays de Corravillers.
Comme le nombre de toponymes énumérés ci-dessous le montre, l’essentiel des fagnes se situe dans les Vosges. Toutefois, l’emploi du mot fagne est attesté et utilisé avec plus ou moins d’intensité de la Belgique wallonne à la Suisse romande. Cela inclut :
- l’Avesnois,
- les Ardennes,
- la Lorraine,
- la Franche-Comté,
- le Jura,
- l’Ain
- le canton de Vaud.

La limite Nord est l’eurorégion entre la Belgique, les Pays-Bas et l’Allemagne en terre trilingue avec le site naturel des Hautes Fagnes.

### Toponymes vosgiens en-faing, Faing,FingetFeing
Pour le département des Vosges, on délimite la zone en prenant la vallée de la Moselle, puis celles de ses affluents.
- Vallée de la Meurthe
  - Plainfaing village, 536 m
  - Léoffaing, écart de Fraize
- Vallée de Chaume
  - Le Faing du Souche, 913 m
- Vallée de la Mortagne
  - Maillefaing, Brouvelieures
  - Domfaing, rau du Menil, Brouvelieures
- Vallée de la Vologne
  - Faing du Temps perdu, Bruyères[20]
  - Faing le Prêtre, Bruyères[20]
  - Faing-Vairel, Lépanges
  - Bafing (La), Lépanges
  - Joinfaing, Deycimont
  - Fleurifaing, Le Roulier
- Vallée de l'Arentelle
  - Faing du Bois, Grandvillers
  - Feing Musquet, Granges-sur-Vologne
- Vallée du Taintrux
  - Xainfaing, Taintrux
- Vallée du Coney
  - Lionfaing
  - Le Riéfaing
  - Méhafaing[21]
- Vallée du Gouttis
  - Bois du Safaing, Void de Girancourt
- Vallée Vologne rive sud
  - Faing Neuf
  - Faing Musqué, 723 m
  - Jonfaing, 723 m
- Vallée du Neuné
  - Le Grand Fing[22]
  - Le Fing de l’Auna[22]
  - Harifaing, Corcieux
- Vallon de la Corbeline
  - Faing Morel
  - Le Molfaing
  - Sarifaing
  - Beninfaing
  - Haut Beninfaing
- Vallée du B'Heumey
  - Saint- Bellefaing
- Vallée de la Hutte
  - Le Faing Janel
- Vallée du Barba
  - Faing Neuf 500 m
  - Renaudfaing 773 m
  - Mironfaing,706 m
  - Faing Rousset, 700 m
  - Renifaing, 700 m
  - Autrefaing, écart de Xamontarupt
- Vallée de la Cleurie
  - Pinéfaing, 757 m
  - Strouéfaing, 778 m
  - Saucéfaing, 745 m
  - Faing La Biche, 713 m
  - Faing Creusson, 700 m
  - Rond Faing, 660 m
  - Faing le Port, 712 m
  - Blanc Faing, 730 m
  - Faing Cervais, 650 m
  - Petainfaing, 640 m
  - Lambertfaing, 565 m
- Vallon du Blancfaing
  - Blancfaing 804 m
  - Blainchifaing, 838 m
- Vallons du Bouchot et du Rupt
  - Faing de Bois, Rochesson, 690 m
  - Plainfaing, Rochesson, 795 m
  - Goutte de Plainfaing
  - Xausonfaing, La Bresse, 915 m
  - Faing Berrey, Gerbamont, 710 m
  - Le Faing des Meules, 1 002 m
- Vallée de la Moselotte
  - Faing le Gras, 533 m
  - Les Naufaings, 407 m
  - Besonfaing (Le), écart de la Bresse
- Vallée de la Petite Meurthe
  - Le Plainfaing 727 m
  - Hervafaing 592 m
  - Squainfaing 851 m
  - Étang de Jemmaufaing, 999 m
  - Le Rondfaing, 1001 m
- Moselotte rive sud
  - Beaufaing, 435 m
  - Saurifaing, 676 m
  - Les Grands Faings, 710 m
  - Le Faing, 602 m
  - Le Faing Berret, 999 m
  - La Baisonfaing, 920 m
  - Les Faings Cantois, 1010 m
  - Le col de Pourri Faing, 1080 m
- Vallée du Ventron
  - Fondronfaing, 760 m
- Sur les crêtes
  - Gazon du Faing, 1302 m
- Larrifin, écart de Rupt-sur-Moselle
- Bloufaing (Le), écart de Dommartin-lès-Remiremont
- Bas-de-Blancfeing (Le), écart de Sapois

### Toponymes vosgiens enFaigneetFeigne
Pour le département des Vosges, on délimite la zone en prenant la vallée de la Moselle, puis celles de ses affluents.
- Vallée de la Meurthe
  - Les Faignes
- Vallée de Chaume
  - Le Haut Feignet, 891 m
  - La Ronde Feigne, 981 m
- Vallée de la Mortagne
  - Petite et Grande Faigne, Bois de la Faigne, Autrey
- Vallée de la Vologne
  - La feigne du Pré l’Allemand[23]
  - Les Grandes Faignes, Bruyères
  - Les Grandes Faignes, Deycimont
- Vallée de l’Etranglieux
  - La Ronde Feigne
  - Feigne la Chèvre
- Vallée  Vologne rive sud
  - La Feigne, 726 m
  - La Gande Faigne, 707 m
  - Faignes Forie, 850 m
- Vallée du Neuné
  - La Faigneulle, Yvoux
  - La Grande Feigne, Vanémont
- Vallée du B'Heumey
  - La Feigne Chiquerelles[24]
- Vallon de la Corbeline
  - Vraie Faigne
  - La Grande Faigne
- Vallon du Blancfaing
  - La Feigne de la Lunelle, 766 m
  - Les Fâignes  sous Vologne, 918 m
  - Faigne du Bas Chitelet, 1 050 m
  - Les Grandes Faignes, 1 152 m
- Vallée du Ventron
  - La Faigne de la Nappe, 1 000 m
  - La Faigne de l'Envers, 747 m
  - La Ronde Faigne, 1 065 m
- Vallée de Saint-Nicolas, affluent de la Thur
  - La Faigne des Minons, 954 m
- Vallée de la Moselle
  - Ruisseau de la Feigne

Sans oublier les pays ajolais & plombinois : Les Faings Potots, Le Faing du Bray, le Faing du Rey, Corfaing, etc.

### Toponymes enFagne,Fain(g)dans les autres régions
- Ain
  - La petite Fagne
  - La Grande Fagne
  - La Fange
- Suisse,canton du Jura
  - Les Feignes
- Suisse,canton de Vaud
  - En Fagnes
  - Siernes es Fennes
- Haute-Saône,Vallée du Breuchlin
  - Les Grands  Faings, 740 m
  - Les Faings Poncet, 740 m
  - Les Feignes
  - Le Faing Mougeot
  - Le Faing Laurent abandonné
- Belgique wallonne et en Avesnois voisin
  - Les Hautes Fagnes
  - Les Fagnes, commune de Spa
  - Plateau des Fagnes, lieu-dit dans la commune d'Engis
- Nord-pas-de-Calais
  - La Fagne
- Normandie
  - Longfin (Long-fain au terroir de Fumechon à Avesnes en 1491) lieu-dit à Avesnes-en-Bray

## Toponymes germaniques apparentés à Faing
Comme le terme allemand Fenn n'est pas usité dans la partie alsacienne du massif des Vosges, il n'est point nécessaire de lister ici les toponymes aux diverses graphies autour de la racine fenn. On peut se reporter à la liste très complète du chapitre 6 de la page néerlandophone Wikipédia sur "Veen" Veen (grondsoort) (nl) et à la liste de la page Wikipedia germanophone consacrée aux créations de village sur fagne en Allemagne du Nord, chapitres 3.5 à 3.7 Moorkolonisierung (de). La page Wikipédia consacrée au Fenn énumère au chapitre 2 toutes les variantes toponymiques Fenn (Geographie)(de).